# Condado de Greene (Iowa)
O Condado de Greene é um dos 99 condados do estado norte-americano do Iowa. A sede de condado é Jefferson, que é também a sua maior cidade. O condado tem uma área de 1479 km² (dos quais 7 km² estão cobertos por água), uma população de 9336 habitantes, e uma densidade populacional de 6,3 hab/km² (segundo o censo nacional de 2010). O condado foi fundado em 1851 e o seu nome é uma homenagem a Nathanael Greene (1742–1786), major-general do Exército Continental durante a Guerra de Independência dos Estados Unidos.